# Dichloroisoprénaline
 (janvier 2022).
Si vous disposez d'ouvrages ou d'articles de référence ou si vous connaissez des sites web de qualité traitant du thème abordé ici, merci de compléter l'article en donnant les références utiles à sa vérifiabilité et en les liant à la section « Notes et références ».

Deux énantiomères du dichloroisoprénaline

Le dichloroisoprénaline ou dichloroisoprotérénol est le premier bêta-bloquant à avoir été obtenu, par sérendipité, dans les années 1950, à partir d'isoprénaline (par la perte de deux groupes alcool et ajout de deux atomes de chlore), l'isoprénaline étant elle-même obtenue à partir d'adrénaline. Le dichloroisoprotérénol, comme son dérivé non chloré, le pronéthalol, sont des sympatholytiques au contraire de l'isoprénaline qui est un sympathicomimétique ayant la même sélectivité pour les récepteurs adrénergiques bêta 1 comme bêta 2. Le pronétalol a pu mener au tout premier bêta-bloquant qui est le propranolol découvert par le pharmacologiste James Whyte Black. Ceci a permis une avancée considérable dans la lutte contre des stimulations sympathiques en bloquant des récepteurs β1 notamment sur le myocarde (angine de poitrine). Ces stimulations sympathiques en comprimant le cœur plus fort et de manière plus rapide abaissent les apports en sang par les coronaires.